# Runibia perspicua
Runibia perspicua är en insektsart som först beskrevs av Fabricius 1798.  Runibia perspicua ingår i släktet Runibia och familjen bärfisar. Inga underarter finns listade i Catalogue of Life.